# Isabel (Dakota del Sur)
Isabel es un pueblo ubicado en el condado de Dewey en el estado estadounidense de Dakota del Sur. En el Censo de 2010 tenía una población de 135 habitantes y una densidad poblacional de 57,6 personas por km².

## Geografía
Isabel se encuentra ubicado en las coordenadas 45°23′38″N 101°25′57″O / 45.39389, -101.43250. Según la Oficina del Censo de los Estados Unidos, Isabel tiene una superficie total de 2.34 km², de la cual 2.34 km² corresponden a tierra firme y (0%) 0 km² es agua.

## Demografía
Según el censo de 2010, había 135 personas residiendo en Isabel. La densidad de población era de 57,6 hab./km². De los 135 habitantes, Isabel estaba compuesto por el 75.56% blancos, el 0% eran afroamericanos, el 22.96% eran amerindios, el 0% eran asiáticos, el 0% eran isleños del Pacífico, el 0% eran de otras razas y el 1.48% pertenecían a dos o más razas. Del total de la población el 0% eran hispanos o latinos de cualquier raza.